# R4M
El R4M, apodado Orkan (en alemán: «huracán»), fue un cohete aire-aire sin sistema de guiado de los años 1944 y 1945. Fue diseñado en Alemania durante la Segunda Guerra Mundial para derribar los bombarderos Aliados.

## Desarrollo
El cohete R4M, apodado Orkan (en alemán: «huracán») debido al humo característico que dejaba el escape del cohete al ser lanzado, fue el primer cohete efectivo del mundo para el derribo de aviones enemigos en vuelo a partir de un avión, también en vuelo, usado como plataforma de tiro (aire-aire). No fue sin embargo como suele creerse el primer cohete aire-aire propiamente dicho porque los primeros cohetes aire-aire de la historia fueron los cohetes franceses Le Prieur, que durante la Primera Guerra Mundial estaban destinados al derribo de zepelines y globos de observación y que habían sido usados por primera vez durante la Batalla de Verdún, en 1916.
El R4M alemán fue desarrollado por la Luftwaffe durante la Segunda Guerra Mundial y utilizado operacionalmente por un breve período justo antes del fin de la guerra. En la postguerra, el diseño del R4M sirvió para desarrollar muchos sistemas similares, utilizados por casi todos los interceptores de los años 1940 y 1950.

## Historia
El R4M fue desarrollado con el objetivo de lidiar con el cada vez mayor peso de las armas anti-bombarderos desplegadas en los cazas de la Luftwaffe. Su armamento había comenzado con el cañón automático MG 151/20 de 20 mm, pero pronto se dieron cuenta de que se necesitaba, en promedio, casi 20 impactos para derribar un B-17 Flying Fortress, un número demasiado alto y por ende difícil de alcanzar. Los cañones de 20 mm fueron reemplazados, o suplantados, por los MK 108 y MK 103 de 30 mm, que podían derribar bombarderos con sólo 3 o 4 impactos. Sin embargo, el MK 108 era mucho más pesado y el tamaño y peso de las municiones hacían difícil poder transportar la cantidad necesaria para más de uno o dos “pasadas”. Para peor, la baja velocidad de boca obligaba a los cazas a acercarse demasiado a los bombarderos, y por lo tanto, a ponerse dentro del alcance de las armas defensivas de este. El MK 103 era más poderoso y tenía un mayor alcance, y como consecuencia era más pesado y voluminoso. 
La solución fue reemplazar el arma por un pequeño cohete de combustible sólido, que montaba una ojiva similar a la de las balas de los cañones. De hecho, el R4M utilizaba una ojiva explosiva de Hexógeno que era más grande, exactamente de 55 mm, y que garantizaba el derribo de un solo impacto. Cada R4M pesaba 3,2 kg y tenía suficiente combustible como para ser disparado efectivamente a 1000 m, fuera del alcance de las armas defensivas de los bombarderos. Por lo general, una batería consistía de dos grupos de 12 cohetes y cuando los 24 cohetes se lanzaban al mismo tiempo podían llenar de esquirlas un área de 15 x 30 m, a 1000 metros de distancia, lo suficientemente densa como para que uno este casi completamente seguro de impactar en el blanco. Usualmente, los R4M eran lanzados en cuatro salvas de 6 cohetes cada una, a intervalos de 0,07 segundos y a una distancia de 600 m del blanco. El cuerpo del cohete consistía en un simple tubo de metal con aletas estabilizadoras en la cola para estabilizarlo. Estaban disponibles dos ojivas para el R4M, la más común era la PB-3, que con 0,4 kg de explosivos era ideal para derribar aviones; y una ojiva PB-2, que era de construcción similar a la del Panzerschreck, para ser utilizada en misiones antitanque.
Sólo un pequeño número de aviones fueron modificados para poder utilizar el R4M, casi todos estos fueron Messerschmitt Me 262 y la versión de ataque al suelo del Focke-Wulf Fw 190, que llevaban pequeños rieles de madera debajo de las alas.
Luego de la guerra, el diseño del R4M sirvió para el desarrollo de los cohetes estadounidenses FFAR de 70 mm y Zuni de 127 mm.

## Servicio operacional
En servicio, el cohete probó ser muy efectivo en algunos combates y completamente inútil en otros. El as francés Pierre Clostermann escribió en su libro El gran Show que en marzo de 1945, seis Me 262 equipados con cohetes R4M volaron desde el centro de pruebas de Oberammergau, dirigidos por el general de la Luftwaffe Gordon Gollob, aduciendo haber derribado 14 B-17 en una sola misión. En otra instancia, en abril del mismo año, los Me 262 equipados con cohetes también dijeron haber derribado 30 B-17 contra la pérdida de tan sólo 3 aviones, pero los registros de los Aliados solo muestran 5 B-17 perdidos en ese lugar. Por lo general, los pilotos de la Luftwaffe encontraban que los R4M eran muy impredecibles en vuelo, en parte debido a su naturaleza no guiada y en parte por culpa de las miras Revi utilizadas para apuntar. En combate se comprobó que el cohete tenía que ser lanzado a 600 metros de distancia del blanco.